# Eltűntek világnapja
Az Eltűntek világnapja egy nemzetközi emléknap, amelyet azok emlékére hoztak létre, akik a külső és belső erőszak, fegyveres konfliktusok következtében eltűntek. Az emléknapot az Amnesty International nemzetközi emberjogi szervezet kezdeményezésére minden évben augusztus 30-án tartják meg.
Elsődleges célja az, hogy felhívja a figyelmet azon szervezetekre, amelyek a családok újraegyesítését tűzték ki céljukként. Az eltűntek listájára többféle okból kerülhet valaki: vannak, akik önszántukból "kilépnek" addigi életükből, és valahol másutt, netán más országban, földrészen új névvel kezdenek új életet. Mások esetleg bűncselekmény áldozatává válnak és holttestük nem kerül elő, de legnagyobb számban természeti katasztrófákban, fegyveres konfliktusokban eltűnt emberek vannak köztük.
Magyarországon az eltűntek felkutatásával elsődlegesen a Magyar Vöröskereszt Keresőszolgálata foglalkozik.